# Jamrat El Trab
Jamrat El Trab (arabe : جمرة التراب), « braise de terre » en français, est la période de l'année s'étendant, selon le calendrier berbère utilisé traditionnellement pour les récoltes, du 6 au 10 mars, et connue pour être marquée par un mélange de fortes pluies et d'un temps ensoleillé.

## Étymologie
Jamrat ou charbon est un terme utilisé pour qualifier l’état de la terre durant cette période qui devient tiède et réchauffée.